# كريج هورنر
كريج هورنر (بالإنجليزية: Craig Horner)‏ هو ممثل أسترالي، ولد في 24 يناير 1983 ببريزبان في أستراليا. بدأ مشواره المهني سنة 2001.

## أعمال

### أفلام
- (2006) سي نو إيفل

### مسلسلات
- أسطورة الباحث
- كان ياما كان
- إتش تو أو: فقط أضف الماء

## وصلات خارجية
- كريج هورنر على موقع IMDb (الإنجليزية)
- كريج هورنر على موقع روتن توميتوز (الإنجليزية)
- كريج هورنر على موقع ألو سيني (الفرنسية)
- كريج هورنر على موقع أول موفي (الإنجليزية)
- كريج هورنر على موقع قاعدة بيانات الفيلم (الإنجليزية)
- كريج هورنر على موقع كينوبويسك (الروسية)